# Тиролер, Александру
Александру Тиролер (рум. Alexandru Tyroler, венг. Tyroler Sándor; 19 октября, 1891, Светы Криж — 3 февраля, 1973, Будапешт) — румынский шахматист.

## Биография
Из еврейской семьи. В 1912 году принял участие в международном шахматном турнире в Тимишоаре, на котором занял 5-е место. После Первой мировой войны и распада Австро-Венгрии стал гражданином Румынии. В 1920-х годах был одним из ведущих шахматистов Румынии. На чемпионатах Румынии по шахматам завоевал три золотые (1926, 1927, 1929), серебряную (1934) и две бронзовые (1930, 1931) медали.
В 1928 году в Гааге представлял Румынии на мировом первенстве по шахматам среди любителей, на котором занял 15-е место (в турнире победил Макс Эйве).
Представлял сборную Румынии на крупнейших командных шахматных турнирах:
- в шахматной олимпиаде участвовал в 1930 году;
- в неофициальной шахматной олимпиаде участвовал в 1926 году и в командном зачете завоевал бронзовую медаль[4].